# فریدا اسکوگمن
فریدا اسکوگمن (انگلیسی: Frida Skogman؛ زادهٔ ۱۶ اکتبر ۱۹۸۹) بازیکن فوتبال اهل سوئد است.